# Proevippa wanlessi
Proevippa wanlessi là một loài nhện trong họ Lycosidae.
Loài này thuộc chi Proevippa. Proevippa wanlessi được Anthony Russell-Smith miêu tả năm 1981.